# سهام عامر يحيى
سهام عامر يحيى هي عالمة حاسوب جزائرية فرنسية أمريكية. وهي مديرة الأبحاث [الإنجليزية] في المركز الوطني الفرنسي للبحث العلمي في مختبر المعلومات في غرونوبل. وهي تقود فريق البحث سليد (SLIDE). تعمل سهام عامر يحيى في مجال إدارة البيانات واللغات التصريحية وخوارزميات معالجة الاستعلام. تتضمن موضوعات منشوراتها التعهيد الجماعي، والتعقيد الحسابي، وتحليل البيانات، ومعالجة البيانات، وتصوير البيانات، وعلوم المعلومات، وتتناول مشاكل إدارة البيانات الجديدة في تطبيقات الإنترنت والبيانات الضخمة الناشئة.

## النشأة والتعليم
بدأت مشوارها الدراسي في الجزائر؛ حيث حصلت على البكالوريا تخصص رياضيات. حصلت على شهادة مهندس دولة في الإعلام الآلي سنة 1994 من المعهد الوطني للإعلام الآلي. ابتعثتها وزارة التعليم العالي الجزائرية إلى فرنسا وحصلت على شهادة ماستير من جامعة باريس دوفين سنة 1995. حصلت عامر يحيى على درجة الدكتوراه في علوم الكمبيوتر من جامعة باريس-أورسيه والمعهد الوطني للبحوث العلمية والتكنولوجية في عام 199.

## الحياة المهنية
توجهت بعد حصولها على الدكتوراه إلى الولايات المتحدة، وعملت سنة 1999 باحثة رئيسة في مختبرات [الإنجليزية] إيه تي آند تي ثم عالم أول في قسم الأبحاث ‏ في مختبرات ياهو بداية من سنة 2006. عملت عامر يحيى عالمةً رئيسةً في معهد قطر لبحوث الحوسبة.
خدمت عامر يحيى في عديد مجالس المجلات بما في ذلك اللجنة التنفيذية لسيغمود [الإنجليزية] (SIGMOD). وهي واحدة من الأمناء الفخريين لمؤسسة في أل دي بي (VLDB). 
خدمت عامر يحيى أيضًا في مجلس إدارة توسيع تكنولوجيا قواعد البيانات (EDBT)، وكانت رئيسة لجنة البرنامج لمؤتمر EDBT في عام 2014. وهي رئيسة تحرير مجلة في أل دي بي لأوروبا وأفريقيا.
كانت محررة مشاركة في مجلة معاملات جمعية آلات الحوسبة على أنظمة قواعد البيانات [الإنجليزية] (ACM TODS)، وانتهت فترة عملها في عام 2017، وكانت محررة منطقة لمجلة نظم المعلومات [الإنجليزية].
عُيّنت في المركز الوطني الفرنسي للبحث العلمي (CNRS) بفرنسا؛ مديرةً للأبحاث في مختبر علوم الإعلام الآلي في جامعة غرونوبل 1 سنة 2011.

## الجوائز والأوسمة
- في عام 2024، حصلت عامر يحيى على جائزة النساء الموهوبات في أبحاث قواعد البيانات.[16]
- في عام 2024، حصلت عامر يحيى على جائزة جمعية آلات الحوسبة سيغمود لمساهماتها في التنوع والمساواة والإدماج في مجتمع أبحاث قواعد البيانات المهنية.[16]
- في عام 2024، حصل عامر يحيى على جائزة التأثير من اللجنة الفنية لهندسة البيانات التابعة لمعهد مهندسي الكهرباء والإلكترونيات (IEEE TCDE).[16]
- في عام 2020، حصلت عامر يحيى على الميدالية الفضية من المجلس الوطني الفرنسي للبحث العلمي [الإنجليزية].[17]
- في عام 2018، نالت عامر يحيى جائزة أفضل ورقة في مؤتمر علوم وتحليلات البيانات.[3]
- في عام 2017، كُرمت عضوًا مميزًا في جمعية آلات الحوسبة في الولايات المتحدة الأمريكية.[18]